# 新暗行御史
『新暗行御史』（SHIN ANGYO ONSHI、しんあんぎょうおんし）は、小学館のコミック誌「月刊サンデーGX」（ジェネックス）で連載されていたファンタジー漫画。また、日本のアニメーション制作プロダクションオー・エル・エム（OLM）と韓国のキャラクター・プラン（CHARACTER PLAN）によって作られた日韓共同合作劇場アニメ作品。全17巻。外伝を集めた『新暗行御史 外伝』、ガイドブックの『新暗行御史 [アメンオサ、その真実と使命]』がある。話数カウントは「Classic.○」。

## 概要
原作は尹仁完、作画は梁慶一が担当の、韓国人による連載漫画。
内容はオリジナルだが、朝鮮半島の歴史や伝承が元ネタとして使われることも多い。
タイトルにある「暗行御史」（あんぎょうおんし、アメンオサ、韓：암행어사，'amhaiq'esa）とは、朝鮮王朝（李氏朝鮮時代）に実在した特別な官職。作品内においては、主人公の文秀（ムンス）が暗行御史を名乗っている。文秀は御使の証である馬牌（マハイ）を用い、幽幻兵士（ファントム・ソルジャー）を召喚して敵を倒す。彼は聚慎（ジュシン）という国の将軍だったが、聚慎が滅亡してからは流浪の旅を続けている（聚慎という名は朝鮮の原音に推定されている「ジュシン」から）。聚慎滅亡の原因となった男を捜すことが文秀の目的のひとつである。
作中の文明レベルは、西欧諸国が19世紀程度、聚慎は原始的な火砲はあるが携帯用の銃火器は普及しておらず、個人の武器は刀剣が主流であることから17世紀程度である。ただし、聚慎には西欧では一般的でない（失われた）魔法術が普及しているため、実際の戦闘では優劣は決めがたい。

## 登場人物
多くの人物は朝鮮語の名前で読む。

### 文秀一行
文秀（ムンス）
強大な統一王朝、聚慎滅亡後、諸国を旅する暗行御史。暗行御史の証である馬牌によって幽幻兵士（ファントム・ソルジャー）を召喚して敵を倒す。そのときの決め台詞は「暗行御史の出頭（おでまし）だ!」。
聚慎時代は、若くして軍の将軍を務め、最高位「伝説」の称号を授かる程の、数々の戦果を上げた。聚慎の王である解慕漱（ヘモス）とは同郷の親友で、二人で理想の国家を築こうとしていた。だが、かつての部下であり数少ない友人でもあった阿志泰（アジテ）の陰謀によって聚慎は滅亡してしまう。その後は、暗行御史となり、宿敵、阿志泰を追う放浪の旅に出る。
喘息のように呼吸困難に陥る病気に侵されているが、これは恋人だった桂月香（ケウォルヒャン）が患っていた病気を阿志泰の魔術によって身代わりになることで発生したもの。特殊な治療用パイプを吸入することで、一時的に苦しみから解放される。これが戦いなどで度々窮地を招く。
活貧党との戦いで瀕死の重傷を負い、持っていた曼陀羅華（マンダラケ）の鍼で仮死状態となり、夢や過去の世界に捉われるが生還する。その時に病気も完治する。しかし、病気に蝕まれながら、使用者の肉体に壮絶な負担をもたらす三馬牌の度重なる使用、並み居る強敵たちとの苛烈な戦闘の繰り返しという三重苦を長年に渡って受け続けた肉体は既に限界を迎えており、実は死期が刻一刻と迫る状態だった。そのため、死神と思われる影が見えるようになる。
かつては剣を得物にしていたが、上述の病による悪影響と過去の出来事から、聚慎滅亡後は銃を使うようになった。その腕前は高く、どのような体勢からでも動き回る目標の急所に寸分違わず狙いを定めるほど。
名の由来は李氏朝鮮時代の最も代表的な暗行御史である朴文秀（パク・ムンス）から。
山道（サンド）
暗行御史を守る護衛の職「山道」を務める少女。本名、春香（チュニャン）。華奢な外見に似合わずとてつもないスピードとパワーを持ち、大剣と爪付きの巨大な手甲を武器に戦う闘士。マントの下に、非常に露出度の高い、拘束具に似た衣服を纏っている。婚約者である夢龍（モンリョン）が暗行御史を目指し、その山道になる約束をしていたが、婚約者はモンスターのサリンジャーに襲われて死亡。亡き婚約者の意を継ぐため、文秀の山道になることを決意する。文秀には女性に見えているが、他の者には『虎』（統一新羅の説話に美女に化けた虎と貴族の青年の悲恋がある）に見えているようだ。
当初は圧倒的な強さを見せていたが、物語中盤から現れた強敵たちに苦戦し、強さを求めて放浪することになる。その途上で阿志泰に魅入られ、彼の仲間になってしまう。モデルは、朝鮮の古典『春香伝』に登場する成春香。なおCLAMPも同じ題材から漫画『新・春香伝』（1992年）を描いている。
房子（パンジャ）
暗行御史に仕える従者の職「房子」を務める、子供並みに小柄な青年。本名は不明。暗行御史に仕えることを生きがいとしている。ドジな上に料理も戦闘の腕もからっきしで、基本的に房子としてはてんでダメな男だが、忠誠心は人一倍強く、いざという時には壮絶な行動力と精神力で以て主のために奔走・献身できる真っ直ぐな忠義者。かつて仕えた暗行御史の青年・阿里亜（アリア）は、クビにされてばかりだった自身の本質を見抜いて評価してくれた恩人だったが、領主の陰謀により処刑された。その後、暗行御史である文秀に出会えたことを心から喜び、房子となることを懇願する。また、何故か珍獣と心を通わせることに長け、言葉は通じなくとも多くの森の住人たちと友情を育んでいる。
英實（ヨンシル）と共に白頭山（ペクトウサン）へ避乱潟花（ピランソッカ）を求める道中、山頂にて待ち伏せていた山道（サンド）に襲われ、そのまま息絶えたかと思われたが瀕死のところを英實が作った心臓を凍らせる薬を打ち込まれ仮死状態になっていた。復活後も変わらず文秀の傍に仕え続ける。
彼も『春香伝』に出てくる夢龍の下僕がモデル。

### かつての聚慎の民
元述（ウォンスル）
かつて聚慎の剣士部隊「花郎（ファラン）」（花郎に由来）に所属した、最高の剣士を意味する「郎（ラン）」の称号を持つ聚慎最強の剣士であり、悪獣との戦いにおいては戦況を決める程の多大な戦果を挙げた。その後人々から剣聖と呼ばれる程の領域まで足を踏み入れた彼は、もはや人を切るのに剣すら必要とせず、殺気を形状化して透明な刃とする「殺形刀（サルヒョンド）」という戦闘法を身に付けるに至った。聚慎の軍人だった若かりし頃は上官である文秀と、共に闘った戦友を何より大事に考えているしている好青年だったのだが、人を念ずるだけで消滅させる程の人知を超えた力を持つ阿志泰の持つ恐怖に屈し、聚慎崩壊後は彼の部下となり元暁と共に溶炉建設矯正所の最高責任者となっていた。山道（春香）と闘った際も、戦闘の最中に指導する程の余裕を見せ圧倒するも、彼女が阿志泰の装飾具を持っていた事に動揺した一瞬の隙を突かれ「殺形刀（サルヒョンド）」を突破され致命傷を負った。その後文秀に看取られながら最期を迎えるも、阿志泰の妖術でゾンビになって復活した。悪獣の襲撃で亡くなった厳格な父親とは犬猿の仲であり、兄が先立ったことを気にしている。名の由来は新羅の悲劇的な花郎の名から。
乙巴素（ウルパソ）
かつて聚慎の棒術部隊・白虎（ペッコ）部隊を率いていた男。目が小さく「狐目の乙巴素」等と呼ばれていた。かつての戦争で活躍した、英雄の一人とは思えない小悪党的な性格をしているが、己が命がけで仕えた聚慎があまりにあっけなく崩壊したという事が彼のその後の生き方に影響を与えたようである。聚慎崩壊後は阿志泰の部下となり領地城治安局の者となる。戦友の元述と元暁亡き後は黄の房子となった。普段は銃を使用する事が多いが、白虎部隊時代に鍛えた棒術の腕も錆び付いてはいない。最終決戦では身体中に仕込んでいた大量の爆薬で阿志泰軍の幹部三人を道連れにして絶命した。名前の由来は高句麗の名宰相の名から。
元暁（ウォンヒョ）
かつて聚慎の魔法戦隊の戦隊長だった聚慎最強の魔法使い。究極の召喚獣「桓雄（ファヌン）」（桓雄に由来）を用い、自身も悪獣の群れを一掃できる程の強力な魔力を持つ。性別の計り知れない美しさを持つ人間に見えるが、その正体は同属の蛮行に耐え兼ね人間へと帰化した悪獣（妖怪）であり、力を大きく消耗すると本来の悪獣の姿に戻ってしまう。本来の醜い姿と、心の根底に宿る悪獣としての本性に苦悩している。そのように優しい性格の持主だったが、聚慎崩壊後は元述と同じく阿志泰の恐怖に屈して彼の部下となり休火山のある街の領主となる。自分の生命を維持するための生贄を要求し、同族を量産。彼が嫌う悪獣そのものに成り下がっていた。名の由来は新羅時代の上人の名から。
英實（ヨンシル）
かつて聚慎一の足拳道（テコンドー）の達人だった男。元述と共に悪獣との戦争を生き延びた猛者だが、その戦争の最中に垣間見た、阿志泰の人智を超えた力に魅了され、自身はその力に少しでも近づけるように科学に傾倒。彼の右腕として反逆者の取締りとは名ばかりの殺戮を行なっていた。その後に阿志泰の異常性に耐え切れなくなり、彼の元を去った。その後は自身がかつて行った蛮行を反省しつつ、弥土の元で鍛冶屋と武器発明の修行をしている。彼の発明品は失敗作に近い珍品が多いが、それが文秀一行の危機を救う事も度々あった。最終決戦では麻古（マーゴ）と互角の戦いを繰り広げ、阿志泰の一瞬の隙をつき背後から奇襲をかけるが、惜しくも力及ばず阿志泰の能力によって敗れ消滅した。名の由来は李氏朝鮮時代の世宗大王の治世に活躍した科学者の名から。
弥土（ミト）
新たな馬牌を精製出来るとの噂の鍛冶屋の老人で、かつて暗行御史の制度をつくった人物。元大魔法師で、召喚魔術もこなし、最強の神「斉天大聖」でさえ召喚でき、太儒の召喚魔術の師となった。阿志泰配下の仲孫の軍勢との戦いで失明する。名の由来は日本の水戸黄門から。
解慕漱（ヘモス）
聚慎の国王。文秀と桂月香とは幼馴染であり親友の間柄。彼ら友人を含めた聚慎国民の事を何より大事に考えている名君である。幼馴染である桂月香に想いを寄せていながら、彼女の文秀への想いを尊重しその愛を傍目から見守ろうと考えつつも、彼女の想いに応えようとしない文秀に発破をかけるなど男らしくも優しい性格。しかし、ある日を境に突如として暴君に豹変。国政を顧みず自国民に対する殺戮を開始する。それは彼に成りすました阿志泰の行いであり、本物の彼は殺害されていた（阿志泰は「食った」と語る）そのせいで聚慎は崩壊してしまう。国王になる前は2馬牌を持つ暗行御史だった。名前の由来は高句麗の祖東明聖王の父の名から。
桂月香（ケウォルヒャン）
かつて文秀と愛し合った女性。文秀、解慕漱と共に幼馴染。その後解慕漱と結婚する。幼い頃から重い病をもち、余命僅かな彼女を救う為に文秀は阿志泰の黒魔術「犠牲（サクロフィア）」を用いて、彼女の病を自分に移したが、結局彼女は文秀の目前で自害してしまう。実はサクロフィアをかけた時点で病気で寿命が尽きており、ゾンビ化していた。名の由来は文禄・慶長の役を舞台とする朝鮮の民話の架空の妓生（朝鮮では、小西行長あるいは加藤清正または彼らの副将内藤如安（ソソビ、소서비、小西飛）を殺害して自らも命を落としたとされ、信じられている）の名前から。

### 阿志泰の勢力
阿志泰（アジテ）
文秀の最大にして最強の宿敵である存在。命ずるだけで人の命を奪い、死者すら蘇らせる程の人智を超えた力を持つ。その力による恐怖と妖しい魅力で、聚慎を滅亡させた張本人でありながら聚慎の遺臣を部下に抱えている。その正体は悪魔であり、彼の一族は本来自我というものを持ち得ぬ存在であるが、人間の持つ原初的な悪（絶対悪）と混ざり合うことによってこの世に降臨することが出来る。聚慎時代はメガネをかけ、背の低くて弱々しい文官の青年といった外見だったが、彼本来の性格は混沌を尊び、悪徳を好むなどその正体同様、邪悪極まるモノであり、ある日急に解慕漱の姿を乗っ取りって聚慎に混乱をもたらし、結果として滅亡させた。上記のように凄まじい力を持つ人外の存在であるが、自身を殴り飛ばした文秀に執着し、解慕漱に化けて桂月香と寝た事を自慢する等、どこか下衆な人間じみた所がある。
聚慎崩壊後は各地を放浪しながら、人外の力を持つ者たちを部下とし、強大な勢力をつくっていた。山道もその力に魅入られ、一味となる。
名の由来は後高句麗で、王・弓裔を惑わした逆臣の名から。
麻古（マーゴ）
阿志泰に付き添って放浪する女剣士。長・中・短の3種類の長さの刀を持ち、山道に匹敵する実力を持つ。
黒豹の姿になる（黒豹に見える）事もあるが、どちらが正体かは不明。黒豹のときは、好んで人間を食らう。
最終決戦では英實と互角の戦闘を繰り広げるも、辺り一帯を焦土にする阿志泰の爆風の巻き添えとなって絶命した。
ルウ・エルース
貴族でありながら悪魔を崇拝し黒魔術のために、321人の連続殺人を犯し、死体を使って猟奇創作物を作っていた殺人鬼。ガリマールに現行犯で逮捕・処刑されたが生きており、以降は阿志泰と行動を共にし、彼の協力者となる。黒魔術で血液を思わせる刃を生成し武器とする。
ガリマール
かつて警官隊(敬虔なキリスト教信者でもあった)だったが、ルウを殺してから悪魔の幻覚にとりつかれ、錯乱し民を虐殺。そして牢に閉じ込められている時、阿志泰とルウが訪問し、阿志泰の一部となり力を吸収される。阿志泰同様、背中から黒い翼を生やすことができる。以降は阿志泰の忠実な協力者となる。
妙月（ミョウォル）
妖艶で残忍な女性妖怪。初登場時は医女に化け、白頭山（ペクトウサン）の避乱潟花（ピランソッカ）が曼陀羅華（マンダラケ）の解毒剤になると英實に嘘の情報を教えた。いつもやる気の無い気怠い素振りをしている。時折腕から触手を生やしたり、顔から牙の生えた口が多数出したりと本性の一部を表す。人間を食らうのを好んでいる。最終決戦では乙巴素が身体中に仕込んでいた大量の爆薬によって身体の大部分を失い、触手のみの瀕死の状態となる。最期は仲間である麻古に踏み潰されて息途絶えた。
仲孫（ジュンソン）
五百年前の聚慎で数百万の外勢に攻め込まれた時も屈する事無く、国を守り切った英雄。文秀にとっては偉大な先人である。三別抄軍の神義隊将軍。聚慎には彼を称える巨大な石像が立っていた。「合気」を超える「剣気（コムキ）」を振るう。現在は阿志泰により甦り、協力者となっている。名の由来は元の高麗侵略に対抗した武将の名から。
標（ピョウ）
五百年前の三別抄軍の左別抄軍隊将軍。外見は色黒でドレッドヘア。歴戦の武将らしく、渓谷で奇襲を受けても動じない程の豪胆な性格。最終決戦では乙巴素が身体中に仕込んでいた大量の爆薬によって死亡した。
羅漢（ナハン）
五百年前の三別抄軍の右別抄軍隊将軍。眼鏡をかけている。声帯が無いため喋ることができない。最終決戦では乙巴素が身体中に仕込んでいた大量の爆薬によって死亡した。
快堕天（カイダテン）
かつて聚慎に侵攻した悪獣達の母体。本体は少女の姿をしている。聚慎の軍勢に甚大な犠牲を出したが、最後は元述によりトドメを刺される。現在は阿志泰により甦り、協力者となっている。なお外伝によれば、快堕天と元述は元述が幼少の頃に邂逅している。

### 活貧党（ファルビンダン）
悪政と闘い、私財を蓄える悪人から財物を奪い貧しい人々に分け与える等、弱気を助け強きをくじくと評判の義賊集団。
人数は少数ながら構成員の多くが合気の使い手である精鋭集団である。
彼等のお陰で救われた村がいくつもあるというその一方で、総裁である洪吉童の思想を理解していない一部のメンバーが殺戮や略奪を行っており
又、「正義」を掲げつつも、その行為で苦しむ人がいる以上、ただの盗賊集団に過ぎないと文秀は指摘している。
洪吉童（ホンギルドン）
活貧党総裁。桂月香を名乗り文秀の前に現れる。桂月香の異母姉にあたるが顔は桂月香と瓜二つであり、文秀ですら戸惑いを見せた程。白龍とは恋仲。不正や差別を憎み、その正義感が生み出す「気」は白龍の気弾を打ち消し、正しい者しか反応しないという馬牌で閣氏部隊を呼び出せるほど。文秀との戦いの中で自分の過ちを認めた事と、闘いで仲間を失った事による悲しみで自殺する。名の由来は李氏朝鮮時代の小説の主人公である義賊の名から。
白龍（ベリョー）
活貧党副総裁。口元のホクロと長い金髪、身に纏った羽衣が特徴。活貧党構成員の中でも戦闘力は桁違いで、指先より放たれる気弾は広大な範囲を一瞬で消し飛ばし、本人は町さえ消し飛ばせると豪語する。総裁の洪吉童とは恋仲。太儒とは同じ師の下で「合気（ハブキ）」を学んだ仲である。文秀と戦う洪吉童の救援に赴き、金海（キムヘ）軍の大軍と閣氏部隊を相手に単身で圧倒するも、油断した所を金海（キムヘ）領主に後ろから喉を突かれ、文秀がその短剣を抜いたことで死亡。
太儒（テユ）
眼鏡をかけた長髪の剣士。「活貧党では弱者の部類」と自称するも、当時の文秀一行を圧倒し、呪いの解けた文秀相手にしても尚、対等以上に渡り合う実力を持つ。プラス思考の行き過ぎた性格で、時代に似合わない侍的な思想も含めやや天然気味。洪吉童と共に活貧党を立ち上げた一番の古参で、洪吉童からの信頼も厚い。かつて師である武杖の性格に耐えかねて逃げ出した過去を持つ。文秀との戦いで片手・片足を失う。後に英實に義足をつけてもらい、召喚魔法の修行を行なっている。洪吉童亡き後はドルソの仇討ちの意味で文秀に協力。
鉄（チョ）
右肩から右腕に掛けて刺青を入れている大男。声の振動波によってあらゆる物を破壊する合気「獅子吼（サジャフ）」の使い手。頭に血が登りやすい性格で、文秀との挑発にのって、太儒を誤射して瀕死の重傷を負わせた事に逆上、そのまま襲いかかった所を、喉を打ち抜かれ死亡。
（石の下に乙）石（ドルソ）
髪の毛を八つ編みにした青年。仲間にもアホ扱いされるくらい頭は悪く子供っぽいが、義理人情に厚く卑怯な手段を嫌う。合気の使い手。耐久力が高い。金海での戦いで阿志泰に消滅させられる。
忍修（インシュ）
髪の長い青年。報酬で雇われている傭兵のような存在。故に洪吉童に対する忠誠心は薄い。ジョイと共に影で殺戮を楽しんでいた。神舞槍（ジンムチャン）と呼ばれるワイヤーロープのような武器の合気を使う。金海で金塊をジョイと独り占めしようとして、ゾンビの元述に恐怖しドルソに助けを求めたが、逆に裏切り者として殺される。
ジョイ
アフロヘアの黒人。報酬で雇われている傭兵のような存在。故に洪吉童に対する忠誠心は薄い。忍修と共に影で殺戮を楽しむ。ノコギリのような大刀と合気を使う。ゾンビの元述に殺される。
漱（ス）
獣（猫）のような性格の少年。黄の閉じ込められた牢の見張り役。合気を使える。洪吉童亡き後は太儒と共に文秀の協力者となる。

### 西洋人
いずれもプリティニカ帝国出身。
ルシード・フォン・マルレーネ
七甲山（チルガプサン）（後の古倶慮（コグリョ））をマーク大佐と共に侵略した西洋軍の剣士。妖怪・悪獣を葬る程の腕前を持ち、山道と戦い引き分けた。その後、国には帰らず居残っていた。使用する剣技は文秀が授けたと思われる。後に阿志泰との最終決戦に居合わせ、ガリマールに転移した阿志泰を背後から不意打ちし一撃で葬った。
ハトゥ
マルレーネの付き人。文秀とも面識があり、かつて文秀が西洋を訪れた際には通訳をしていた。山道との戦いにマルレーネを庇い、山道に斬られる。
ルシード・フォン・ユリアース
ルシード・フォン・マルレーネの父、王室近衛隊長。かつてウィンザー女王の命により文秀の窮地を救った。後に阿志泰との最終決戦に駆けつける。
ウィンザー女王
プリティニカ帝国の女王。パーティ会場で西洋を訪れた文秀と桂月香の恋仲に気づいており進展させる発言をする茶目っ気がある。外交相手の解慕漱とも縁が深い。

### その他
黄（ファン）
女性の暗行御史で通称「ミス黄」。グラマラスな体型で、爛漫な性格をしている。山犬のような姿のモンスターで人間の童女に化身できる山道を引き連れる。2馬牌を2つ繋げた上で特別な改良を施した「四馬牌」を使い「閣氏部隊」（女性タイプの幽幻兵士）を召喚する。閣氏部隊は魔法道士の能力を受け継ぎ、幽幻兵士に不可能な退魔をもこなす。
初登場時は旅館の未亡人に変装し、その旅館の火事の後は元暁の生贄の少年に変装していた。
最終決戦では辺り一帯を焦土に変える阿志泰の爆風の巻き添えとなって消滅した。
夢龍（モンリョン）
春香の婚約者。領主に春香を奪われ、復讐のために暗行御史になろうと中央に行く。しかし聚慎は滅亡。試験を受けることができず、失意の帰国の途中、サリンジャーに襲われ死亡。モデルは、『春香伝』に登場する李夢龍。
平岡（ピョンガン）
七甲山（チルガプサン）の領主、平袁（ピョンウォン）の娘。幼少期は病弱で居るはずの無い動物や人間が見える「虚言症」という病気を患っており恋人の野生児の温達（オンダル）と横暴な兄の平骸（ビョンヘ）も彼女の見た幻覚であった。このことを父の平袁は大変憂れいており彼の死後、以前より交渉していたプリティニカ帝国のマーク大佐に国が侵略されることになる。弥土の試練で彼女を助けるよう言われた文秀は温達と平骸が彼女の「虚言症」の見せる幻覚だということをマーク大佐の侵略の時まで気づかなかった。その後幻覚から目覚めた彼女は文秀一行の活躍でマークの軍団を破り、新しい女王として国の名前を古倶慮（コグリョ）と改める。その際、幻影であるはずの温達が銃弾に狙われた彼女を庇った。後に仮死状態の文秀と仲間達を保護し、阿志泰との最終決戦に協力する。戦いの後、慎羅の若き領主と結婚する。モデルは、朝鮮の童話『バカの温達』に登場する同名の女性。
慎羅の領主（シンラのりょうしゅ）
以前文秀に助けられた若い青年の領主。名前は不明。西方にある彼の国は銃火器を使う予刃族（よしんぞく）に侵略されており、窮地に遭ったが文秀の幻影護符を使った騙し討ちで予刃族を撃退し、救われた。阿志泰との最終決戦に駆けつける。戦いの後、平岡と結婚する。
武杖（ムジャン）
超人の武術「合気（ハプキ）」を研究、体系化し、世の中に広めた伝説の剣客。現在は、世俗を離れ、山奥に隠遁している。歳のせいか物忘れが激しくうっかり屋な一面があるが、肉体は鍛え抜かれており「外的強さは精神的な強さの前では意味を成さない」という哲学の持ち主。阿志泰とは旧知の仲であるらしいが、直接手を貸す様な事はしていない。阿志泰に連れて来られた山道（春香）にも合気を授ける。
浚（ジュン）
とある島で文秀に助けを求めた少年。柳義泰に島がかつては伝染病で全滅しかけた所を姉と助けられ尊敬し弟子となるが彼の不気味な正体を目撃し逃亡する。島に上陸した文秀が住民を容赦なく射殺するのに戸惑うが、実は島の住民は伝染病で全滅しており柳義泰の曼陀羅華（マンダラケ）の鍼によって生きていると錯覚していたことに気づき同じくゾンビ化した姉を射殺する。柳義泰亡き後はゾンビ化した自分を葬るため、銃で自殺する。
名前の由来は李氏朝鮮時代に実在した医師の許浚（ホ・ジュン）より。
柳義泰（ユイテ）
浚の島が伝染病で全滅しかけた所に現れた謎の医師。曼陀羅華（マンダラケ）を栽培しておりその鍼を多用する。人の良い好青年だが、その正体は白い翼を持つ悪魔に関係する者。伝染病で全滅した島の住民を生きていると錯覚したゾンビに変えた。高い生命力を持ち、文秀の銃で頭を撃ち抜かれても平気。阿志泰のことを問われた時、自分以外にもこんな力を持つ者がいるのかと感心する。春香に首を斬られ死亡。アニメ映画では島の様子や曼陀羅華が異なり、多数の部下を率いている。
名前の由来は李氏朝鮮時代の医学書『東医宝鑑（トンイボガム）』に許浚と共に載る医師の名前より。
摩利（マーリ）
アニメ映画オリジナルキャラの女剣士。柳義泰の部下。 麻古（マーゴ）に似た容姿をしている。

## 設定・用語
- 暗行御史（アメンオサ）

かつて聚慎に存在した特殊官吏。正体を隠して地方を回り、領主の悪政等を糾弾・粛清する事を役割とする。作中でも語られているが、水戸黄門的な存在である。護衛の山道、従者の房子と共に3人一組で行動するのが基本。
暗行御史の地位は高く、正規軍にすら許されていない銃火器の携帯が許されている。反面、家族を持つ事を許されないなどの厳しい掟も存在する。
- 馬牌（マハイ）

馬が描かれた暗行御史の証。一頭の馬が描かれたものを「一馬牌」、二頭のものを「二馬牌」、三頭のものを「三馬牌」と言い、馬の数が多いほど暗行御史としての地位が高い事を意味する。一馬牌を持つ暗行御史は聚慎から兵士を、二馬牌を持つ暗行御史は魔術師の支援を受けることが出来る。魔術師は退魔能力を持ち、悪獣や妖怪にも対処できる存在だった。
三馬牌は特に「究極の三馬牌」とも呼ばれ、馬牌それ自体が特別な力を持つ。馬牌を掲げ「暗行御史の出頭だ」の掛け声と共に、虚空から死滅した聚慎の特殊部隊「幽幻兵士（ファントム・ソルジャー）」を召喚し、暗行御史1人でも多勢を相手に渡り合うことが出来る。聚慎が滅びた今、実質的に力を持っているのは三馬牌だけと言う事になる。しかし、召喚時に暗行御史の肉体に多大な負担が掛かり、場合によっては命にも関わるため過度の多用は出来ず、使いどころが限られる。
- 幽幻兵士（ファントムソルジャー）

文秀の三馬牌から召喚される、笑顔を象った不気味な仮面に道化師風の鎧衣装を身に纏った異形の戦士たち。死人に仮初の肉体を与えて呼び出すため、全員が常人を凌ぐ身体能力と銃弾程度は意に介さない耐久力を有し、更に非常に優れた腕前を持つ精鋭の集団でもある。しかし、砲弾などの強力な攻撃には耐えられず、重傷を負うと消滅するなど、決して不死身というわけではない。また、退魔能力を持たないため、悪獣や妖怪相手には全くの無力という欠点も有している。後に三馬牌の改良に伴い、兵士たちの戦闘力も比較にならないほど強化されたが、掛かる負担も絶大なものとなり、三ヶ月に一度程度しか呼び出せなくなってしまう。
その正体は聚慎の特殊部隊の兵士であり、同国の将軍でもあった文秀の直属の部下だった者たち。死して言葉を失った現在でも文秀に忠誠を誓っており、強固な信頼関係で結ばれている。
- 閣氏部隊

黄の四馬牌から召喚される、女性のみで構成された聚慎の特殊部隊。幽幻兵士同様、死者に仮初の肉体を与えて呼び出す同質の存在。表沙汰にならない諜報などの秘密工作を専門としていたことから、文秀でさえ隊員の姿をほとんど目にしたことがないほど表舞台に上がらなかったため、伝説的な存在として聚慎関係者の間で語り草となっていた。戦闘力は強化後の幽幻兵士と互角に渡り合い、二馬牌から受け継いだ退魔能力のお陰で悪獣や妖怪への対処もこなすことができる。

## 劇場アニメ
初の本格的な日韓共同合作アニメ映画として製作され、日本では2004年12月4日に公開。「日韓友情年2005」のプレイイベントとして認定されている。キャッチコピーは「希望は、戦いの先にある」。

### 声の出演
- 文秀（ムンス）：藤原啓治
- 山道（サンド）：小林沙苗
- 柳義泰（ユ・ウィテ）：宮本充
- 摩利（マーリ）：朴璐美
- 弁（ビョン）：中尾隆聖
- 沃（ヨウ）：日髙のり子
- 夢龍（モンリョン）：岸尾大輔
- 浚（ジュン）：福島潤
- 熱砂蝙蝠：早水リサ

#### 特別出演
- 韓国版オープニングナレーション・タイトルコール：イ・ジフン
- 日本版オープニングナレーション：ユンソナ
- エンディングナレーション：チソン

### スタッフ
- 作：尹仁完
- 画：梁慶一
- 原案協力：夏目晃暢（サンデーGENE-X編集部）
- スーパーバイザー：本郷みつる
- エクゼクティブプロデューサー：亀井修、鄭焙
- 企画：久保雅一、安鉉東
- プロデューサー：加治屋文祥、楊芝恵、遊佐和彦、李相燉
- アニメーションプロデューサー：神田修吉、李東基
- 脚本：本郷みつる、尹仁完、志村錠児
- 絵コンテ：志村錠児、本郷みつる、安台根
- 演出：志村錠児、安台根、小林孝嗣、渡辺正彦、越智浩仁、本郷みつる
- 演出助手：徳本善信
- キャラクターデザイン：高橋英樹、呉敬吾
- デザインワークス：佐藤和巳、ゴトウマサユキ
- 総作画監督：高橋英樹
- 作画監督：毛利和昭、安台根、沢田正人、久高司郎、佐藤陵、松本卓也、相澤昌弘
- 色彩設計：渡辺亜紀
- 美術監督：小林七郎
- 撮影監督：水谷貴哉、金智燿
- CGIディレクター：小林雅士
- 編集：辺見俊夫、金長秀
- 日本版 音響監督：三間雅文
- 音楽：大谷幸
- 制作担当：小板橋司
- 制作デスク：亀井康輝
- アニメーション制作：OLM Team Koitabashi、CHARACTERPLAN
- 製作：新暗行御史製作委員会
- 監督：志村錠児

### 新暗行御史製作委員会
- 小学館

森万紀子　西坂正樹　福田誠　上阪泰幸　水口正裕
神山敦行　袖崎友和　萩原綾乃　坪内崇
- クロックワークス
- 双日
- 博報堂DYメディアパートナーズ
- オー・エル・エム
- トゥーマックス
- バンダイ
- テレビ東京
- 小学館プロダクション

### 韓国側製作協力パートナー
- テウォンC&Aホールディングス
- CHARACTERPLAN
- KTBネットワーク
- 三星ベンチャー投資

### 楽曲
『Song With No Name～名前のない歌』
作詞：合田毅、作曲：葛谷葉子、編曲：松原憲（avex trax）、song by：BoA
『My Name』
作詞・作曲・編曲：KenZie

### CD
- 新暗行御史オリジナルサウンドトラック（2004年12月1日発売）

## 備考
- 第一話はミスリードを導く構成になっており、終盤になって暗行御史の正体が判明する。
- 『吼えろペン』の特別編を尹仁完と梁慶一の2人で描いたことがある（この際、2人がこの作品のファンということが触れられている。）。そのお返しとして、島本和彦が本編のパロディを描いている。梁氏が倒れたことで代筆を頼まれた炎尾燃が、山道が文秀に活を入れる熱血漫画に仕立ててしまい怒られる、というもの。また、梁慶一が頼んだことにより、『アーメンオッサン』（『新暗行御史』をモデルにした『吼えろペン』の劇中劇の1）を梁慶一自らペン入れしている。